# MPlayer
MPlayer este un media player gratuit și open source distribuit sub licența GNU General Public License. Programul este disponinil pentru majoritatea sistemelor de operare, inclusiv Linux și altele de tip unix, Syllable, Microsoft Windows și Mac OS X.
MPlayer suportă o varietate largă de formate media și în plus poate salva conținutul stream-urilor în fișier. MPlayer este o aplicație ce poate rula în linia de comandă și are interfețe grafice pentru diferitele sisteme de operare suportate. GUI (interfața grafică) folosite sunt gmplayer (interfața impicită pentru  GNU/Linux și Microsoft Windows), MPlayer OS X (pentru Mac OS X), MPUI (pentru Windows) și WinMPLauncher (tot pentru Windows).

## Formate media suportate
- Media: CD-uri, DVD-uri, Video CD-uri
- Formate Container: 3gp, AVI, ASF, FLV, Matroska, MOV (QuickTime), MP4, NUT, Ogg, OGM, RealMedia
- Codecuri video: Cinepak, DV, H.263, H.264/MPEG-4 AVC, HuffYUV, Indeo, MJPEG, MPEG-1, MPEG-2, MPEG-4 Part 2, RealVideo, Sorenson, Theora, WMV
- Codecuri audio: AAC, AC3, ALAC, AMR, FLAC, Intel Music Coder, MP3, RealAudio, Shorten, Speex, Vorbis, WMA
- Formate subtitrări: AQTitle, ASS/SSA, CC, JACOsub, MicroDVD, MPsub, OGM, PJS, RT, Sami, SRT, SubViewer, VOBsub, VPlayer

MPlayer suportă o multitudine de drivere de ieșire pentru afișare video: X11, OpenGL, DirectX, Quartz Compositor, VESA, SDL și mai puțin întâlnitele ASCII art și Blinkenlights. Poate fi folosit pentru a afișa TV cu ajutorul unui tuner TV folosind tv://channel, sau să redea și capureze canale radio cu radio://channel|frequency.